# Карен Мнацаканян
Карен Мнацаканян (вірм. Կարէն Մնացականյան; нар. 3 березня 1977, Єреван) — вірменський борець греко-римського стилю, срібний призер чемпіонату світу, дворазовий чемпіон Європи, учасник Олімпійських ігор.

## Життєпис
Боротьбою займається з 1988 року. У 1993 був чемпіоном світу серед кадетів. У 1994 здобув бронзову медаль на світовій юніорській першості, а у 1995 та 1997 роках ставав чемпіоном Європи серед юніорів.
Виступав за борцівський клуб «Динамо» Єреван. Тренер — Самвел Геворкян.

## Спортивні результати на міжнародних змаганнях

### Виступи на Олімпіадах
| Змагання                                   | Збірна   | Вагова категорія                 | Місце |
| ------------------------------------------ | -------- | -------------------------------- | ----- |
| Боротьба на літніх Олімпійських іграх 2000 | Вірменія | греко-римська боротьба, до 58 кг | 15    |
| Боротьба на літніх Олімпійських іграх 2008 | Вірменія | греко-римська боротьба, до 60 кг | 16    |

### Виступи на Чемпіонатах світу
| Змагання                        | Збірна   | Вагова категорія                 | Місце  |
| ------------------------------- | -------- | -------------------------------- | ------ |
| Чемпіонат світу з боротьби 1999 | Вірменія | греко-римська боротьба, до 58 кг | 15     |
| Чемпіонат світу з боротьби 2001 | Вірменія | греко-римська боротьба, до 58 кг | Срібло |
| Чемпіонат світу з боротьби 2002 | Вірменія | греко-римська боротьба, до 60 кг | 21     |
| Чемпіонат світу з боротьби 2003 | Вірменія | греко-римська боротьба, до 60 кг | 22     |
| Чемпіонат світу з боротьби 2006 | Вірменія | греко-римська боротьба, до 60 кг | 32     |

### Виступи на Чемпіонатах Європи
| Змагання                         | Збірна   | Вагова категорія                 | Місце  |
| -------------------------------- | -------- | -------------------------------- | ------ |
| Чемпіонат Європи з боротьби 1997 | Вірменія | греко-римська боротьба, до 58 кг | Золото |
| Чемпіонат Європи з боротьби 1998 | Вірменія | греко-римська боротьба, до 58 кг | 10     |
| Чемпіонат Європи з боротьби 1999 | Вірменія | греко-римська боротьба, до 58 кг | Бронза |
| Чемпіонат Європи з боротьби 2001 | Вірменія | греко-римська боротьба, до 63 кг | 9      |
| Чемпіонат Європи з боротьби 2002 | Вірменія | греко-римська боротьба, до 60 кг | 4      |
| Чемпіонат Європи з боротьби 2003 | Вірменія | греко-римська боротьба, до 60 кг | 8      |
| Чемпіонат Європи з боротьби 2006 | Вірменія | греко-римська боротьба, до 60 кг | Золото |

### Виступи на інших змаганнях
| Змагання                                                             | Збірна   | Вагова категорія                 | Місце  |
| -------------------------------------------------------------------- | -------- | -------------------------------- | ------ |
| Всесвітні ігри військовослужбовців 1995                              | Вірменія | греко-римська боротьба, до 62 кг | 5      |
| Тестовий турнір FILA 1998                                            | Вірменія | греко-римська боротьба, до 58 кг | 6      |
| Олімпійський кваліфікаційний турнір з боротьби 2000 (Клермон-Ферран) | Вірменія | греко-римська боротьба, до 58 кг | 4      |
| Олімпійський кваліфікаційний турнір з боротьби 2000 (Ташкент)        | Вірменія | греко-римська боротьба, до 58 кг | Золото |
| Олімпійський кваліфікаційний турнір з боротьби 2004 (Новий Сад)      | Вірменія | греко-римська боротьба, до 60 кг | 12     |
| Олімпійський кваліфікаційний турнір з боротьби 2004 (Ташкент)        | Вірменія | греко-римська боротьба, до 60 кг | 11     |
| Олімпійський кваліфікаційний турнір з боротьби 2008 (Новий Сад)      | Вірменія | греко-римська боротьба, до 60 кг | Бронза |

### Виступи на змаганнях молодших вікових груп
| Змагання                                       | Збірна   | Вагова категорія                 | Місце  |
| ---------------------------------------------- | -------- | -------------------------------- | ------ |
| Чемпіонат світу з боротьби серед юніорів 1994  | Вірменія | греко-римська боротьба, до 58 кг | Бронза |
| Чемпіонат Європи з боротьби серед юніорів 1995 | Вірменія | греко-римська боротьба, до 58 кг | Золото |
| Чемпіонат Європи з боротьби серед юніорів 1997 | Вірменія | греко-римська боротьба, до 60 кг | Золото |
| Чемпіонат світу з боротьби серед юніорів 1997  | Вірменія | греко-римська боротьба, до 60 кг | 32     |
| Чемпіонат світу з боротьби серед кадетів 1993  | Вірменія | греко-римська боротьба, до 60 кг | Золото |